# Евдокимов, Андрей Витальевич

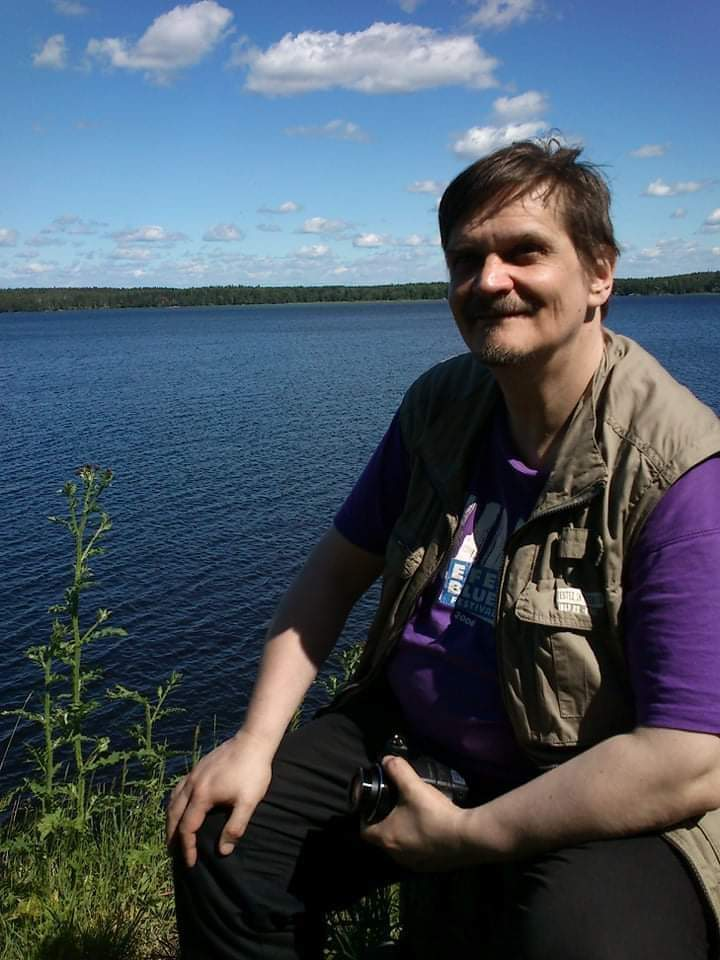
Russian journalist, specialist of blues music

Андрей Евдокимов (30 ноября 1962, Алма-Ата — 6 декабря 2022) — журналист, музыкальный критик, радиоведущий, телеведущий, переводчик, фотограф.

## Биография
Родился 30 ноября 1962 году в Алма-Ате в семье радиоведущей Людмилы Дубовцевой.
В 1968 году семья переехала в Москву. Закончил московскую школу 23 в Хамовниках с изучением ряда предметов на английском языке и Факультет журналистики МГУ.
Андрей Евдокимов начал писать о музыке ещё в 1978 году (первая публикация — еженедельник «Говорит и показывает Москва», а с 1980 готовил музыкальные репортажи для различных советских радиостанций. С 1982 года работал звукооператором в Государственный дом радиовещания и звукозаписи и в музыкальной редакции советского радио и телевидения. Готовил тексты программ "Музыкальный глобус", "Мелодия и ритм" и других, репортажи о фестивалях, интервью с артистами.
Радиопередача Андрея «Весь этот блюз» впервые вышла на Первой программе Всесоюзного радио в 1987 году и просуществовала под этим названием 35 лет в эфире радиостанций «Маяк (радиостанция)», «Радио Рокс», «Открытое радио» и «Эхо Москвы». В 1991 году Андрей стал ведущим и директором легендарной и первой независимой радиостанции SNC
Программа «Весь Этот Блюз» выходила на радио и в интернете десятки лет при любых обстоятельствах. Её слушали блюзовые музыканты, меломаны, завсегдатаи блюзовых клубов. Слушали начиная с молодых лет, когда формировались музыкальные вкусы, и вспоминали потом передачи Андрея как основу и поддержку своей любви к блюзу. Для Андрея это был забег на длинную дистанцию, и Андрей не прекращал свое дело, несмотря на то, что вокруг всё менялось.
Печатался в журнале Итоги (журнал), газете Куранты (газета), журнал Музыкальная жизнь, журнал «Советская эстрада и цирк», журнал Newsweek, рок-альманахе Маргариты Пушкиной Забриски Rider
Примерно через год после образования сайта http://blues.ru/
в 1997 г. Андрей Евдокимов начал работу над порталом как профессиональный журналист. Он доработал и переопубликовал на сайте расширенные версии своих исследований о блюзовых классиках. Формат сайта позволил ему создавать тексты, которые было невозможно печатать в развлекательных музыкальных изданиях, ориентируя их именно на ценителей блюза. Работы Андрея и сотрудничество с другими авторами превратили Blues.Ru в блюзовую энциклопедию на русском языке, которую более 25 лет читают любители корневой музыки со всего мира.
Андрей рассказывал про классику американского и мирового блюза, современных артистов, раскрывая интервьюерам глубину и многообразие жанра, проводя границы с роком, джазом и «русским блюзом». При этом Евдокимов с радостью в сердце наблюдал, да что там — горячо и с любовью поддерживал музыкантов из России и бывшего СССР, заболевших блюзовой музыкой вслед за Андреем.
Андрей Евдокимов вел самый первый фестиваль «Блюз в России» в далеком 1992 году. По его инициативе были сделаны первые большие фестивали Blues.Ru в 2001 и 2003 году, Андрей был организатором не менее десятка различных фестивалей с участием молодых российских блюзменов — ярких звезд на блюзовой сцене сегодня. Несколько дисков-сборников, которые с любовью собирал и издавал Андрей, сохранили местами наивные и шероховатые, но всегда искренние и талантливые записи периода становления блюза в нашей стране.
В 1998—2004 годах Андрей Евдокимов был соведущим телепрограммы «Джазофрения» совместно с Игорем Бутманом на Телеканал Культура.
Книга памяти Андрея Евдокимова «Весь этот блюз» издана вдовой Андрея Евдокимова в ноябре 2023 г. ограниченным тиражом в московском издательстве «Пробел». В ней собраны фотографии, воспоминания современников и наиболее интересные статьи и переводы А. Евдокимова. Она будет интересна всем, кто интересуется блюзом и историей развития этого жанра в нашей стране.
http://bluesnews.ru/media/media_5996.html
Андрей Евдокимов принимал участие в съёмках фильма «Двойной портрет: образ жизни — блюз» о Юрие Каверкине и Алексее Аграновском. Дата выхода — 2008 г. Автор и реж. Владислав Подымский.
Документальный биографический фильм "Андрей Евдокимов. Весь этот блюз" https://vk.com/video273797534_456239062
Похоронен на Ваганьковском кладбище.